# MUSE (기술)
MUSE ( Multiple sub-Nyquist Sampling Encoding )는 상업적으로 Hi-Vision ( HIgh-definition teleVISION 의 축약형)으로 알려져 있는데 일본에서 1979년부터 설계에 노력을 기울인 아날로그 HDTV 시스템을 말한다.
하이비전 시스템에서는 도트 인터레이싱 및 디지털 비디오 압축을 사용하여 1125 라인, 초당 60필드(1125i60)의 영상 신호를 가정에 전달한다. 이 시스템은 ITU-R 권장 사항 BO.786[ 2 으로 표준화되었으며 SMPTE 260M에 의해 지정되었다. 다른 아날로그 시스템과 마찬가지로 모든 주사선에서 시각적 정보를 전달하는 것은 아니어서, MUSE에는 1035개의 활성 인터레이스 라인이 있으므로 이 시스템은 때때로 1035i 로도 지칭된다. 2차원 필터링, 도트 인터레이싱, 모션 벡터 보상 및 시간 압축을 통한 라인 순차 색상 인코딩을 사용하여 원본의 20 MHz 대역폭을 가지는 원본 신호를 단지 8.1 메가헤르츠 이내로 "폴딩"했다.
일본은 1988년 12월에 광대역 아날로그 HDTV 신호를 방송하기 시작했는데 처음에는 종횡비가 2:1이었다.
소니의 HDVS 고화질 비디오 시스템은 MUSE 시스템을 지원했다. 1991년 상업 출시 당시 디지털 HDTV는 이미 미국에서 개발 중이었다. 하이비전은 주로 NHK의 BShi 위성 TV 채널을 통해 방송되었다. 1994년 5월 20일 파나소닉사에서는 최초의 MUSE 레이저디스크 플레이어를 출시했다. 파이오니아 및 소니와 같은 다른 브랜드에서 사용할 수 있는 많은 플레이어가 있었지만 하이비전 레이저디스크는 구하기 매우 힘들고 고가였다.

## 역사
MUSE는 1980년대에 NHK 과학 기술 연구소에서 하이비전 HDTV 신호용 압축 시스템으로 개발했다.
- 일본 방송 엔지니어들은 재래식 단측파대 변조 방송을 즉각 거부했다.
- 일본이 위성 방송을 경제적으로 지원함에 따라 MUSE가 위성 방송 형식이 될 것이라고 일찌감치 결정되었다.

변조 방식에 대한 연구
- 일본 방송 엔지니어들은 한동안 다양한 HDTV 방송 유형을 연구해 왔다.[10] 초기에는 신호의 높은 대역폭으로 인해 HDTV를 전송하려면 SHF, EHF 또는 광섬유를 사용해야 하고 지상파 방송에는 HLO-PAL을 사용해야 한다고 생각했다.[11][12] HLO-PAL은 일반적으로 구성된 복합 신호 (기반 {\displaystyle Y} 휘도 및 {\displaystyle C} NTSC 및 PAL과 같은 크로마의 경우) 광대역/협대역 크로마 구성 요소의 하프 라인 오프셋 캐리어 인코딩과 라인별로 위상을 번갈아 사용한다. 광대역 채도 성분의 가장 낮은 부분만 고주파수 채도와 겹쳐서 협대역 채도는 휘도와 완전히 분리되어 있다. PAF 또는 필드별 위상 교대(첫 번째 NTSC 색상 시스템 시도와 같은)도 실험되어 여기서는 훨씬 더 나은 디코딩 결과를 제공했지만 NHK는 모든 복합 인코딩 시스템을 포기했다. 위성 전송을 사용하기 때문에 전력 제한 문제가 있는 주파수 변조 (FM)를 사용해야 한다.  FM은 삼각 노이즈가 발생하므로 부반송파 합성 신호를 FM과 함께 사용하면 복조된 크로마 신호는 휘도 신호보다 노이즈가 더 많다. 이 때문에 그들은[13] 다른 옵션을 살펴보고[11] 사용하기로 결정했다. {\displaystyle Y/C} 위성에 대한 성분 방출. 한때 I/P 변환 압축 시스템인 FCFE(Frame Conversion Fineness Enhanced)[14] 가 선택될 것 같았지만 결국 MUSE로 선택되었다.[15]
- {\displaystyle Y} 와 {\displaystyle C} 구성 성분에 대한 별도의 전송을 탐색했다. 오늘날 전송되는 MUSE 형식은 분리된 구성 요소 신호를 사용한다. 화질의 향상이 너무 커서 원래의 테스트 시스템이 리콜되었다.
- 또 하나의 절전 조정이 이루어졌다. 낮은 주파수 노이즈에 대한 시각적 응답이 부족하여 송신기에서 변조 전에 높은 비디오 주파수가 강조되고 수신기에서 강조되지 않는 경우 트랜스폰더 전력을 크게 줄일 수 있다.

## 기술적 사양
MUSE의 "1125 라인"은 아날로그 측정으로, CRT의 전자 빔이 화면 상단으로 돌아가 다음 필드 스캔을 시작하는 동안 발생하는 비비디오 스캔 라인을 포함한다. 1035줄에만 사진 정보가 있다.
디지털 신호는 실제 디테일이 있는 라인(픽셀 행)만 계산하므로 NTSC의 525개 라인은 486i (MPEG 호환을 위해 480으로 반올림)가 되고 PAL의 625개 라인은 576i가 되며 MUSE는 1035i가 된다. Hi-Vision MUSE의 대역폭을 "종래의" 가로선 해상도 (NTSC 세계에서 사용됨)로 변환하려면 대역폭의 MHz당 29.9선을 곱하면 된다. (NTSC 및 PAL/SECAM은 MHz당 79.9라인이다.) - 이 29.9 라인의 계산은 Blu-ray 및 HD-DVD를 포함한 모든 현재 HD 시스템에 적용된다. 따라서 MUSE의 경우 스틸 사진 중에 해상도 라인은 사진 높이당 598라인의 휘도 해상도이고, 채도 해상도는 209라인이다. 수평 휘도 측정은 Kell 계수 와 인터레이스 계수를 고려할 때 1080 인터레이스 이미지의 수직 해상도와 거의 일치한다.
MUSE 시스템의 주요 기능:
- 종횡비: 16:9
- 주사선(총/활성): 1,125/1,035[5]
- 라인당 픽셀(완전 보간): 1122(정지 이미지)/748(이동)
- 기준 클록 기간: 활성 라인당 1920[5]
- 인터레이스 비율: 2:1[5]
- 종횡비ː 16:9[5]
- 재생률: 초당 59.94 또는 60프레임[5]
- 방송용 샘플링 주파수: 16.2 메가헤르츠
- 벡터 움직임 보상: 수평 ±16 샘플(32.4 MHz 클록)/프레임, 수직선 ±3/필드
- 오디오: "DANCE" 분리형 2 또는 4채널 디지털 오디오 시스템: 48 kHz/16 bit (2채널 스테레오 : 2프론트 채널)/32 kHz/12 비트(4채널 서라운드 : 전방 채널 3개 + 후방 채널 1개)
- DPCM 오디오 압축 형식: DPCM 준순간 컴팬딩
- 필요한 대역폭: 27 메가헤르츠[1]

### 측색
MUSE 휘도 신호 {\displaystyle Y}에 의하여 {\displaystyle YM}을 다음과 같이 원래 RGB 색상 채널의 혼합으로 지정되어 있는 방식으로 인코드한다:
{\displaystyle {\begin{aligned}YM=0.294\,R+0.588\,G+0.118\,B\end{aligned}}}
색차 신호 {\displaystyle C}에 의하여 {\displaystyle B-YM} 및 {\displaystyle R-YM} 차이 신호를 인코드하고, 이들 세 가지 신호( {\displaystyle YM}, {\displaystyle B-YM} 그리고 {\displaystyle R-YM} )을 사용하여, MUSE 수신기에서는 아래의 매트릭스를 사용하여 원래 RGB 색상 구성 요소를 추출할 수 있다.
{\displaystyle {\begin{aligned}{\begin{bmatrix}G\\B\\R\end{bmatrix}}\ =\ {\begin{bmatrix}1&-1/5&-1/2\\1&1&0\\1&0&1\end{bmatrix}}{\begin{bmatrix}1&0&0\\0&5/4&0\\0&0&1\end{bmatrix}}{\begin{bmatrix}YM\\B-YM\\R-YM\end{bmatrix}}\ =\ {\begin{bmatrix}1&-1/4&-1/2\\1&5/4&0\\1&0&1\end{bmatrix}}{\begin{bmatrix}YM\\B-YM\\R-YM\end{bmatrix}}\end{aligned}}}
이 시스템에서는 SMPTE 240M (표준이 만들어질 때 사용 중인 SMPTE-C 라고도 알려진 SMPTE RP 145 원색에 해당하는 계수 포함)에 의해 지정되는 컬러메트리 매트릭스를 사용했다.  빛의 삼원색과  백색 점의 색도 값은 다음과 같다.
| MUSE 측색법(SMPTE 240M / SMPTE "C") | MUSE 측색법(SMPTE 240M / SMPTE "C") | MUSE 측색법(SMPTE 240M / SMPTE "C") |
|                                     | CIE 1931 좌표                       | CIE 1931 좌표                       |
| x                                   | y                                   |                                     |
| ----------------------------------- | ----------------------------------- | ----------------------------------- |
| Red                                 | 0.630                               | 0.340                               |
| Green                               | 0.310                               | 0.595                               |
| Blue                                | 0.155                               | 0.070                               |
| 화이트 포인트 (CIE 표준 광원 ) D65  | 0.3127                              | 0.3290                              |

휘도( {\displaystyle EY} ) 함수는 다음과 같이 지정된다.
{\displaystyle {\begin{aligned}EY=0.212\,ER+0.701\,EG+0.087\,EB\end{aligned}}}
청색과의 차이( {\displaystyle EPB} )는 진폭이 스케일링( {\displaystyle EB-EY} )되는데, 아래 식에 따른다:
{\displaystyle {\begin{aligned}EPB=1.826\,(EB-EY)\end{aligned}}}
적색과의 차이( {\displaystyle EPR} )도 진폭 스케일링( {\displaystyle ER-EY} )되는데, 아래 식에 따른다:
{\displaystyle {\begin{aligned}EPR=1.576\,(ER-EY)\end{aligned}}}

### 신호 및 전송
MUSE는 1125 라인 시스템(1035 표시)으로 최신 HDTV에서 사용하는 디지털 1080 라인 시스템과 호환되는 펄스 및 동기화가 아니다. 원래의 MUSE에서는 1125개의 비월방식 주사선, 60 Hz의 레이트, 화면 비율이 5/3(1.66:1)이고 최적의 시청 거리가 대략 3.3H인 시스템이다. 지상파 MUSE 전송을 위해 대역폭 제한 FM 시스템이 고안되었다. 위성 전송 시스템은 압축되지 않은 FM을 사용한다.사전 압축 대역폭 {\displaystyle Y} 20 Hz이며 크로미넌스에 대한 사전 압축 대역폭은 7.425 MHz 반송파이다.
일본인들은 처음에 재래식으로 구성된 복합 신호의 주파수 변조에 대한 아이디어를 탐구했다. 이렇게 하면 그 구조에서 NTSC의 저주파 대역의 𝑌 (휘도)과 그 위의 𝐶 (색차) 신호에 의한 𝑌/𝐶 컴포지트 비디오 신호와 유사한 신호가 생성된다. 하지만 22GHz 대역의 복합 FM 신호에 대해 40dB의 신호 대 잡음비를 얻으려면 약 3kW의 전력이 필요한데, 이것은 위성 방송 기술 및 대역폭과 호환되지 않았다.
이러한 한계를 극복하기 위해  {\displaystyle Y} 및  {\displaystyle C}를 별도로 전송하기로 결정하였는데, 이로써 유효 주파수 범위를 줄이고 필요한 전력을 낮추게 된다.. 22 GHz의 위성 대역에서 {\displaystyle Y/C} 의 FM 신호에 대하여 신호 대 잡음비 40 dB을 얻기 위해서는 약 570W(360 {\displaystyle Y} 그리고 210 {\displaystyle C} )가 필요하게 되는데, 이는 실현가능한 것이다.
인간의 눈의 특성에서 나타나는 절전 기능이 하나 더 있다. 즉, 저주파 노이즈에 대한 시각적 응답이 없기 때문에 높은 비디오 주파수를 송신기에서 변조되기 전에 더욱 증폭한 다음 수신기에서 증폭된 부분을 감소시키면 트랜스폰더 전력을 크게 줄일 수 있다. 엠퍼시스/디엠퍼시스를 위한 크로스오버 주파수로  {\displaystyle Y}에 대해서 5.2 MHz, {\displaystyle C} 에 대해서 1.6 MHz 인 방법이 채택되었다. 이를 통해 전력 요구 사항은 260W( {\displaystyle Y}에 대하여 190, {\displaystyle C} 는 69)로 감소하게 된다.

## 샘플링 시스템 및 샘플링율
비디오 시스템의 서브샘플링 일반적으로 세 부분의 비율로 표현되는데, 비율에 관한 세 가지 용어는 다음과 같다. 즉 각 전체 샘플 영역에 대해, 밝기(루마) {\displaystyle Y} 샘플 값과  두 가지 색상(크로마) 요소 {\displaystyle Cb} 그리고 {\displaystyle Cr}에 대한 샘플 값이다. 전통적으로 밝기 값은 항상 4이며 나머지 값은 그에 따라 조정된다. 4:4:4 샘플링은 세 가지 구성 요소가 모두 완전히 샘플링되었음을 나타낸다. 예를 들어 4:2:0의 샘플링은 두 개의 크로마 구성 요소가 루마의 수평 샘플링 속도의 절반, 즉 수평 크로마 해상도가 절반으로 샘플링되었음을 나타내다. 이렇게 하면 압축되지 않은 비디오 신호의 대역폭이 1/3로 줄어든다.
MUSE에서는 대역폭을 줄이는 수단으로 유사한 시스템을 구현하지만 정적 샘플링 대신 화면의 움직임 양에 따라 실제 비율이 달라진다.  실제로 MUSE 샘플링은 이동량에 따라 약 4:2:1에서 4:0.5:0.25까지 다양하다. 따라서 적-록 크로마 성분 {\displaystyle Cr}은 루마 구성 요소 {\displaystyle Y}의 샘플링 해상도의 1/2에서 1/8 사이이고, 파랑-노랑 크로마 {\displaystyle Cb} 의 해상도는 빨강-녹색 해상도의 절반이다.

## 오디오 하위 시스템
MUSE에서는 " DANCE "라는 개별 2채널 또는 4채널 디지털 오디오 시스템이 있는데, 이는 Digital Audio Near-instantaneous Compression and Expansion을 나타낸다.
DANCE에서는 MPEG-1 Layer II 와 같은 심리 음향 기반이 아닌 차동 오디오 전송( 차동 펄스 코드 변조 )을 사용했다. 여기서는 1350 kbp/s의 고정 전송 속도를 사용했다. PAL NICAM 스테레오 시스템과 마찬가지로 거의 즉각적인 컴팬딩 ( dbx 시스템에서 사용하는 음절 컴팬딩과 반대) 및 32 kHz 샘플 속도에서 비선형 13비트 디지털 인코딩을 사용했다. 이는 48 kHz 16비트 모드에서도 작동하는데 DANCE 시스템에 대해서는 수많은 NHK 기술 문서와 《Hi-Vision Technology》 라는 미국에서 출판된 NHK 발행의 책에 잘 설명되어 있다. DANCE 오디오 코덱은 Dolby AC-3(일명 Dolby Digital ), DTS Coherent Acoustics (일명 DTS Zeta 6x20 또는 ARTEC), MPEG-1 Layer III (일명 MP3), MPEG-2 Layer I, MPEG-4 AAC 및 기타 여러 오디오 코덱에 의하여 소멸하게 되었다. 이 코덱의 방법은 IEEE 문서에 설명되어 있다.

## 실제 성능 문제
MUSE에는 4개 필드 도트 인터레이스 주기가 있다. 즉, 단일 MUSE 프레임을 완성하는데 4개의 필드가 필요했다. 따라서 정지 이미지만 전체 해상도로 전송되었다. 그러나 MUSE에서는 프레임마다 크게 이동하는 물체의 수평 및 수직 해상도를 낮추면서 움직이는 물체의 이미지가 흐려졌다. MUSE는 모션 보정을 사용했기 때문에 전체 카메라 팬은 전체 해상도를 유지했지만 개별 이동 요소는 전체 프레임 해상도의 1/4로 줄일 수 있었다. 모션과 비 모션의 혼합이 픽셀 단위로 인코딩되었기 때문에 대부분의 사람들이 생각하는 것처럼 눈에 띄지 않았다. 나중에 NHK는 이전 버전과 호환되는 MUSE 인코딩/디코딩 방법을 제시하여 이미지의 움직이는 영역에서 해상도를 크게 높이고 동작 중 크로마 해상도를 높였다. 소위 MUSE-III 시스템이라고 하는 이 시스템은 1995년부터 방송에 사용되었으며 마지막 하이비전 MUSE 레이저디스크 중에서 극소수만이 이를 사용했다("A River Runs Through It"은 이를 사용한 Hi-Vision LD 중 하나임). MUSE 시스템의 초기 시연 중에는 디코더의 크기가 크다는 불만이 많았고, 이로 인해 소형 디코더가 만들어졌다.
음영지역과 다중 경로는 여전히 이 아날로그 주파수 변조 전송 모드를 괴롭히고 있다.
이후 일본은 ISDB 기반의 디지털 HDTV 시스템으로 전환되어, 원래 MUSE 기반 BS 위성 채널 9(NHK BS Hi-vision)는 2007년 9월 30일까지 방송되었다.

## 문화적, 지정학적 영향
Hi-Vision이 탄생하게 된 일본 내부의 이유
- (1940년대): 미국 점령군에 의해 NTSC 표준(525 라인 흑백 시스템)이 도입되었다.
- (1950s-1960s): 캐나다(PAL로 전환할 수 있었던)와 달리 일본은 상황에 관계없이 미국 TV 전송 표준을 고수했다.
- (1960s-1970s): 1960년대 후반까지 현대 일본 전자 산업의 많은 부분이 NTSC 설계에 내재된 전송 및 저장 문제를 해결함으로써 시작되었다.
- (1970s-1980s): 1980년대까지 일본에는 더 나은 텔레비전 시스템을 설계할 수 있는 여분의 엔지니어링 인재가 있었다.

미국 대중이 알게 된 MUSE는 1980년대 중반 Popular Science 잡지에서 처음 다루었다. 미국 텔레비전 네트워크는 1980년대 후반까지 MUSE에 대한 많은 보도를 제공하지 않았다. 일본에는 자체 국내 주파수 할당 테이블(MUSE 배치에 보다 개방적임)이 있었기 때문에 1980년대 말까지 Ku Band 위성 기술로 이 텔레비전 시스템을 전송하는 것이 가능해졌다. 1980년대 후반 미국 FCC는 MUSE가 6 MHz System-M 채널에 맞추어 질 수 있도록 한다면 미국에서 테스트될 수 있도록 허용하는 지침을 발행하기 시작했다.
유럽 사람들 EBU( European Broadcasting Union )의 형태로 MUSE에 깊은 인상을 받았지만 50 Hz가 아닌  60 Hz 시스템이라는 이유로 채택할 수 없었는데, 50 Hz 시스템이 유럽 및 기타 국가(미주 및 일본 제외)에서 표준으로 사용되는 시스템이다. B-MAC, D-MAC 및 이후 HD-MAC 의 EBU 개발 및 배포는 Hi-Vision의 기술적 성공으로 가능해졌다. 여러 면에서 MAC 전송 시스템은 MAC 신호 구조 내 시간 영역에서 밝기와 색상이 완전히 분리되기 때문에 MUSE보다 낫다. Hi-Vision과 마찬가지로 HD-MAC은 상당한 수정이 없이는 8MHz 채널 에서 전송할 수 없는데, 이는 품질 및 프레임 속도의 심각한 손실이다. 미국에서 6 MHz 버전의 Hi-Vision이 미국에서 실험되었지만 품질 문제가 심각하였기 때문에 FCC는 국내 지상파 TV 전송 표준으로 사용을 완전히 승인하지 않았다.
1950년대에 NTSC 창설을 이끈 미국 ATSC 작업 그룹은 Hi-Vision의 성공으로 인해 1990년대 초에 다시 활성화된다. DVB 표준의 많은 측면은 ATSC 작업 그룹이 수행한 작업을 기반으로 하지만, 대부분의 영향은 60 Hz(뿐만 아니라 필름 전송을 위한 24 Hz) 및 균일한 샘플링 속도와 상호 운용 가능한 화면 크기를 지원한다는 점에 있다.

## Hi-Vision용 장치

### 하이비전 레이저디스크
1994년 5월 20일 Panasonic은 최초의 MUSE LaserDisc 플레이어를 출시했다. 일본에서 사용할 수 있는 MUSE LaserDisc 플레이어는 Pioneer HLD-XØ, HLD-X9, HLD-1000, HLD-V500, HLD-V700; 소니 HIL-1000, HIL-C1 및 HIL-C2EX;인데 마지막 두 개는 Panasonic에서 제조한 OEM 버전인, LX-HD10 및 LX-HD20이다. 플레이어는 표준 NTSC LaserDiscs도 지원했다. Hi-Vision LaserDisc는 매우 희귀하고 고가이다.
HDL-5800 비디오 디스크 레코더는 고화질 스틸 이미지와 연속 비디오를 모두 광 디스크에 기록했으며 MUSE 시스템을 지원하는 초기 아날로그 광대역 Sony HDVS 고화질 비디오 시스템의 일부였다. WHD-3AL0 또는 WHD-33A0 옵티컬 디스크에 HD 스틸 이미지와 비디오를 녹화할 수 있는데, CLV 모드에서 WHD-3AL0에는 최대 10분 비디오 또는 면당 18,000 스틸 프레임을; CAV 모드에서 WHD-33A0에는 최대 3분 비디오 또는 측면당 5400 스틸 프레임의 저장이 가능하였다.
HDL-2000은 풀 밴드 고화질 비디오 디스크 플레이어였다.

### 비디오 카세트
W-VHS를 이용하면 하이비전  프로그램의 홈 레코딩이 가능하였다.

## 같이 보기
- 아날로그 고화질 텔레비전 시스템
- HD-MAC, 유럽에서 계획된 고화질 아날로그 비디오 표준
- Clear-CVision

이러한 시스템이 대체하고자 하는 아날로그 TV 시스템은 다음과 같다.
- SECAM
- NTSC
- PAL

관련 표준:
- NICAM과 유사한 오디오 코딩은 HD-MAC 시스템에서 사용된다.
- 4:2:2, 4:1:1 등으로 표시되는 TV에서의 크로마 서브샘플링
- ISDB